# Cratere Schaeberle (Marte)
Schaeberle è un cratere sulla superficie di Marte.
Il cratere è dedicato all'astronomo statunitense John Martin Schaeberle.